# 螺河
螺河是广东省东部的一条河流。原来认为发源在螺溪镇葵头嶂而得名。
发源于汕尾市陆河县、河源市紫金县交界处的莲花山脉三神凸山东坡，从北向南流经陆河县、陆丰市，于海丰与陆丰交界处的烟港注入南中國海的碣石湾。
全长102公里，宽30-40米，流域面积1356平方公里。支流有螺溪、南北溪和新田河。有5座中型水库，下游有集灌溉、供水、防洪、排涝、发电功能的螺河桥闸。